# Guido Romanelli
Guido Romanelli (Siena, 15 marzo 1876 – San Vito al Torre, 1973) è stato un militare italiano.

## Biografia e missione in Ungheria
Figlio di Gustavo Romanelli (1848-1924) e di Teresa Tuccimei (1846-1937), sposo di Bianca di Colloredo Mels (1890-1972),
dopo aver combattuto anche nella prima guerra mondiale, il colonnello Guido Romanelli fu a capo della Delegazione Militare Italiana in Ungheria dal maggio al novembre del 1919. 
In tale frangente, si troverà ad essere l'unico rappresentante di una potenza dell'Intesa a Budapest. L'ufficiale intervenne con forza contro le azioni di rappresaglia del governo rivoluzionario di Béla Kun, intervenendo per salvare la vita dei controrivoluzionari compresi anche i cadetti dell'accademia militare Lodovica che erano insorti contro il regime bolscevico.
Per il suo operato, nel 1922 venne insignito della onorificenza della Spada d’onore ungherese e di una medaglia commemorativa. Negli anni successivi Romanelli, abbandonata la carriera militare, svolgerà l'incarico di console onorario di prima classe in Spagna e infine di presidente della Banca commerciale italo-ungherese.

## Opere
- Guido Romanelli, Nell'Ungheria di Béla Kun e durante l'occupazione romena. La mia missione. (maggio‐novembre 1919), Doretti editore, Udine 15 marzo 1964.
- Guido Romanelli, Nell'Ungheria di Béla Kun e durante l'occupazione romena. La mia missione. (maggio‐novembre 1919), a cura di Antonello Biagini, Ufficio Storico – Stato Maggiore dell'Esercito, Roma 2002.

## Filmografia
- Guido Romanelli - Missione a Budapest, aprile 2009, film-documentario di Gilberto Martinelli. 52 minuti.